# Список аэропортов Западной Сахары

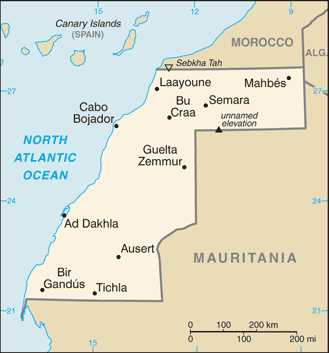
Карта Западной Сахары

Ниже приведён список аэропортов Западной Сахары, отсортированный по населённому пункту.

## Список
| Город   | ИКАО        | ИАТА | Название                              | Координаты                       |
| ------- | ----------- | ---- | ------------------------------------- | -------------------------------- |
| Дахла   | GSVO / GMMH | VIL  | Аэропорт Дахла                        | 23°43′05″ с. ш. 015°55′55″ з. д. |
| Эль-Аюн | GSAI / GMML | EUN  | Международный аэропорт имени Хасана I | 27°09′06″ с. ш. 013°13′09″ з. д. |
| Смара   | GSMA / GMMA | SMW  | Аэропорт Смара                        | 26°43′54″ с. ш. 011°41′04″ з. д. |
| Агуэра  |             | ZLG  | Аэропорт Агуэра (закрыт)              | 20°51′ с. ш. 017°05′ з. д.       |

В Западной Сахаре есть и другие грунтовые взлетно-посадочные полосы:
- Аэропорт Ум Дрейга
- Взлетно-посадочная полоса длиной 1960 метров, проходящая с севера на юг[1] возле марокканских пограничных пунктов, к югу от Гергерата.
- Одна грунтовая взлетно-посадочная полоса[2] к юго-западу от Тифарити.
- Две четко очерченные грунтовые взлетно-посадочные полосы[3] к западу от Аль-Махбеса.